# Cueca
La cueca es un género musical y una danza de pareja suelta mixta en la que «los bailarines, que llevan un pañuelo en la mano derecha, trazan figuras circulares, con vueltas y medias vueltas, interrumpidas por diversos floreos». Data de fines del siglo XVIII, y su origen está cuestionado; existen diversas teorías o corrientes sobre su procedencia y evolución.
Se baila «bajo denominaciones más o menos diferentes» desde Colombia hasta Argentina, Chile y Bolivia, y tiene distintas variedades, tanto en el ritmo como en la coreografía, según las regiones y las épocas; «lo único que les diferencia es el color local que van adquiriendo en distintos sitios, así también como el número de compases que varía de unas a otras».
El gobierno chileno declaró oficialmente a la cueca «danza nacional de Chile» mediante el decreto 23 del 6 de noviembre de 1979 del Ministerio Secretaría General de Gobierno y al 17 de septiembre como «Día Nacional de la Cueca» por medio del decreto 54 del 28 de octubre de 1989 del Ministerio Secretaría General de Gobierno. Asimismo, el gobierno boliviano declaró a la cueca boliviana patrimonio cultural e inmaterial del país el 30 de noviembre de 2015 y al primer domingo de octubre como «Día de la cueca boliviana».

## Historia

### Origen

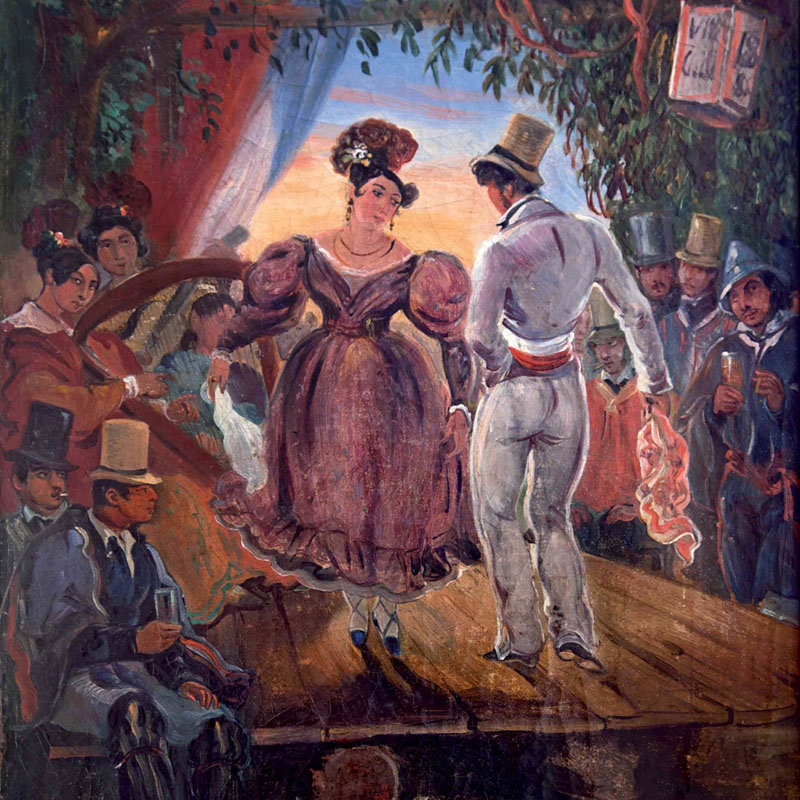
La cueca (Mauricio Rugendas, 1843)

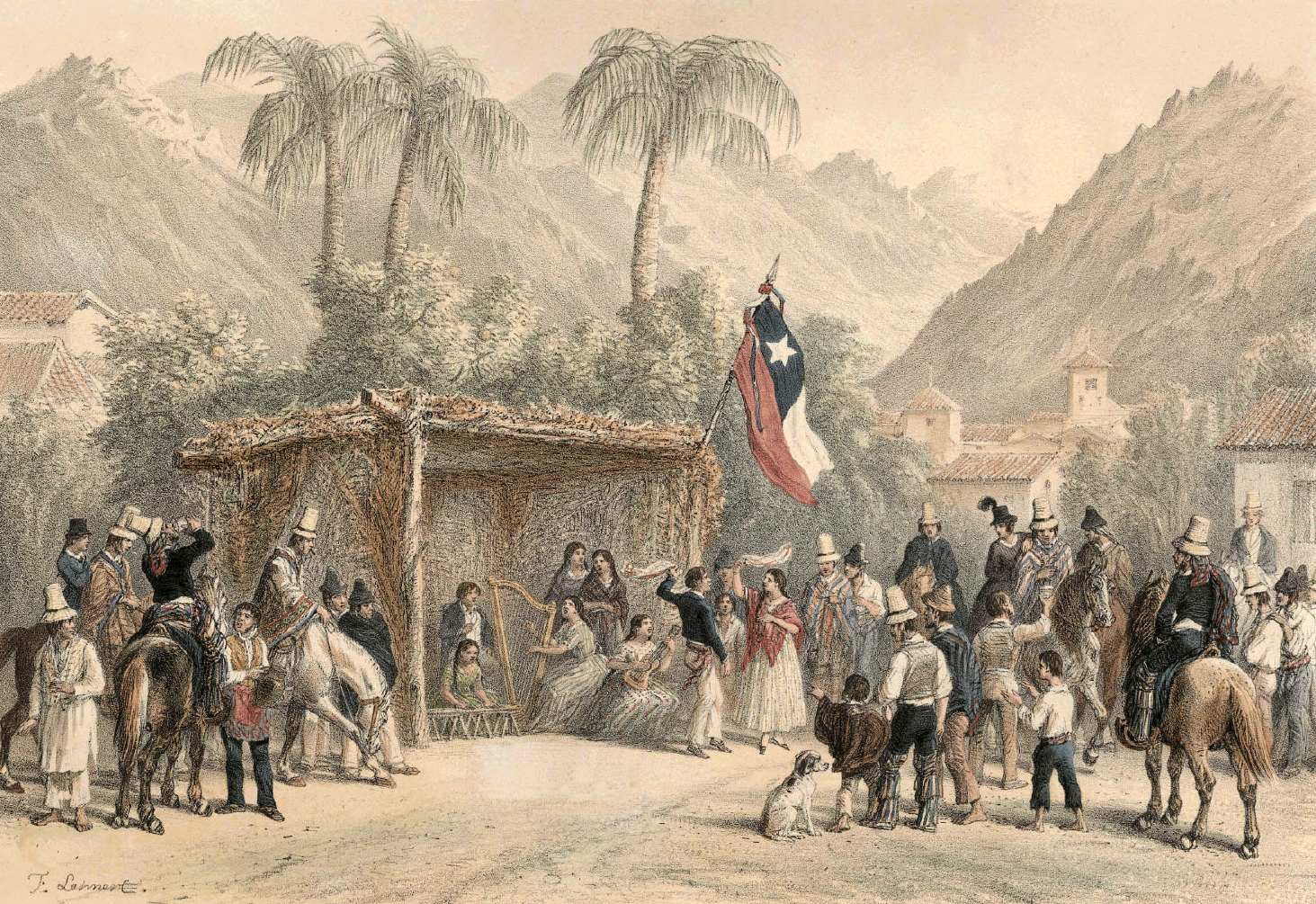
Una cueca en una chingana (Frédéric Lehnert, 1854)

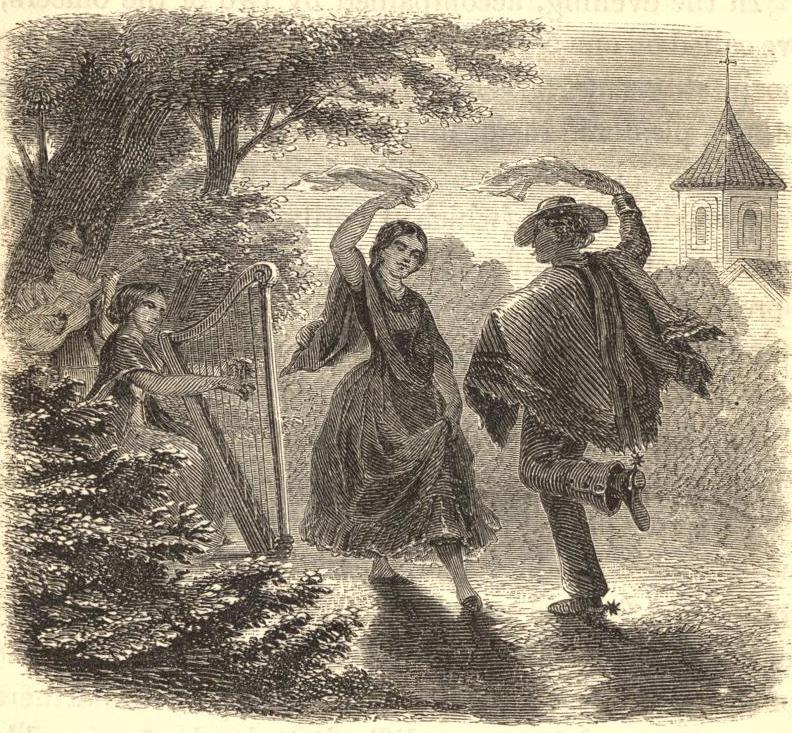
Escena de una zamacueca (Chile, 1855)

El origen de la cueca, descrita por el musicólogo Carlos Vega en 1947 como «danza extraordinaria, la más compleja del mundo en su género, la más profunda y noble de América», no está totalmente definido y existen varias teorías o corrientes sobre él y su evolución. Entre sus estudiosos, hay diversas opiniones: Pedro H. Allende y Vicente Salas Viú (1911-1967) indican su origen español —el primero la deriva de la zambra y el segundo, del fandango—, Pablo Garrido Vargas (1905-1982) propone su origen negro y Eugenio Pereira Salas sugiere su ascendencia peruana.
Una de ellas postula que sería posible considerarla una representación del cortejo entre el gallo y la gallina: los pañuelos podrían simbolizar las plumas o las crestas, dentro de una coreografía que se caracteriza por ser de «pareja suelta interdependiente», tal como lo indica Carlos Vega.
Otra indica que se remontaría a las formas musicales pertenecientes a la tradición gitano-andaluza llevada por los españoles a Chile, que tendría sus antecedentes en el elemento morisco de la zambra (del árabe hispánico zámra, y este del árabe clásico zamr, 'tocata'). A aquello se sumarían «dos elementos, el coreográfico y el sentido pasional de la cueca, [que] son derecha e inmediata consecuencia del fandango» según Carlos Vega.
Otra propone que se habría originado en Chile por los esclavos negros que estaban de paso camino a Perú. En su ensayo La zamacueca y la zanguaraña (Juicio crítico sobre esta cuestión internacional) (1882), el historiador Benjamín Vicuña Mackenna afirmó:

Trajéronla a Chile, primero que al Perú, a fines del pasado siglo [XVIII], los negros esclavos que por esta tierra pasaban via Los Andes, Quillota y Valparaíso, a los valles de Lima, en viaje desde los valles de Guinea [...] La primera tradición escrita que de ella hemos encontrado [...] está ubicada en Quillota.

Esa primera tradición escrita es la relación del comerciante francés Julien Mellet, apodado El Americano, que viajó por Chile y Perú, y que narra que vio bailar la «zamacueca» o «zamba cueca» en 1823 en Quillota y luego en El Almendral:

Esta danza [...] se ejecuta al son de la guitarra y el canto. Los hombres se colocan frente a frente de las mujeres, y los espectadores forman un círculo a su derredor, los cuales cantan y palmotean las manos mientras los bailarines, los brazos un poco levantados, saltan, se dan vuelta, hacen movimiento atrás y adelante, se acercan los unos a los otros y retroceden en cadencia hasta que el sonido del instrumento o el tono de la voz les indica que vuelvan a juntarse.

Entonces, era bailada en chinganas, algo indecoroso; fijó su domicilio en Perú, destino final del viaje de los negros esclavos. El escritor e historiador mexicano Moisés Ochoa Campos (1917-1985) documentó que la «chilena» había llegado a Acapulco en 1822 con la escuadra chilena, enviada por el general Bernardo O'Higgins para apoyar a los insurgentes en la guerra de independencia de México. Más tarde, «semiennoblecida la zamacueca en Lima, pasó a Chile el año 1824 o un poco antes, como cosa de negros, y como tal fueron los negros del famoso batallón número 4 los que la trajeron en su banda».
Otra sugiere que se habría originado en la zamacueca. El músico y compositor José Zapiola escribió:

Desde [1823], hasta hace diez o doce años, Lima nos proveía de sus innumerables i variadas zamacuecas, notables e injeniosas por su música [...] La especialidad de aquella música consiste particularmente en el ritmo i colocacion de los acentos propios de ella, cuyo carácter nos es desconocido, porque no puede escribirse con las figuras comunes de la música [...] Al salir yo [en] mi segundo viaje a la República Argentina, Marzo de 1824, no se conocia ese baile. A mi vuelta, Mayo de 1825, ya me encontré con esta novedad (ortografía original).

El escritor Eduardo Barrios sostuvo que la cueca chilena poseía características distintivas que la diferenciarían de la zamacueca peruana: Un baile más estilizado, con menos insinuación sexual, con mayor relevancia al canto y a la danza, y sin movimientos exagerados.
Con el tiempo, habría desarrollado características y modalidades propias, y se habría convertido en una variante local, siendo conocida como «zamacueca» o «cueca» —por aféresis—, y en otros países como «zamacueca chilena», «cueca chilena» o «chilena».

### Desarrollo y difusión

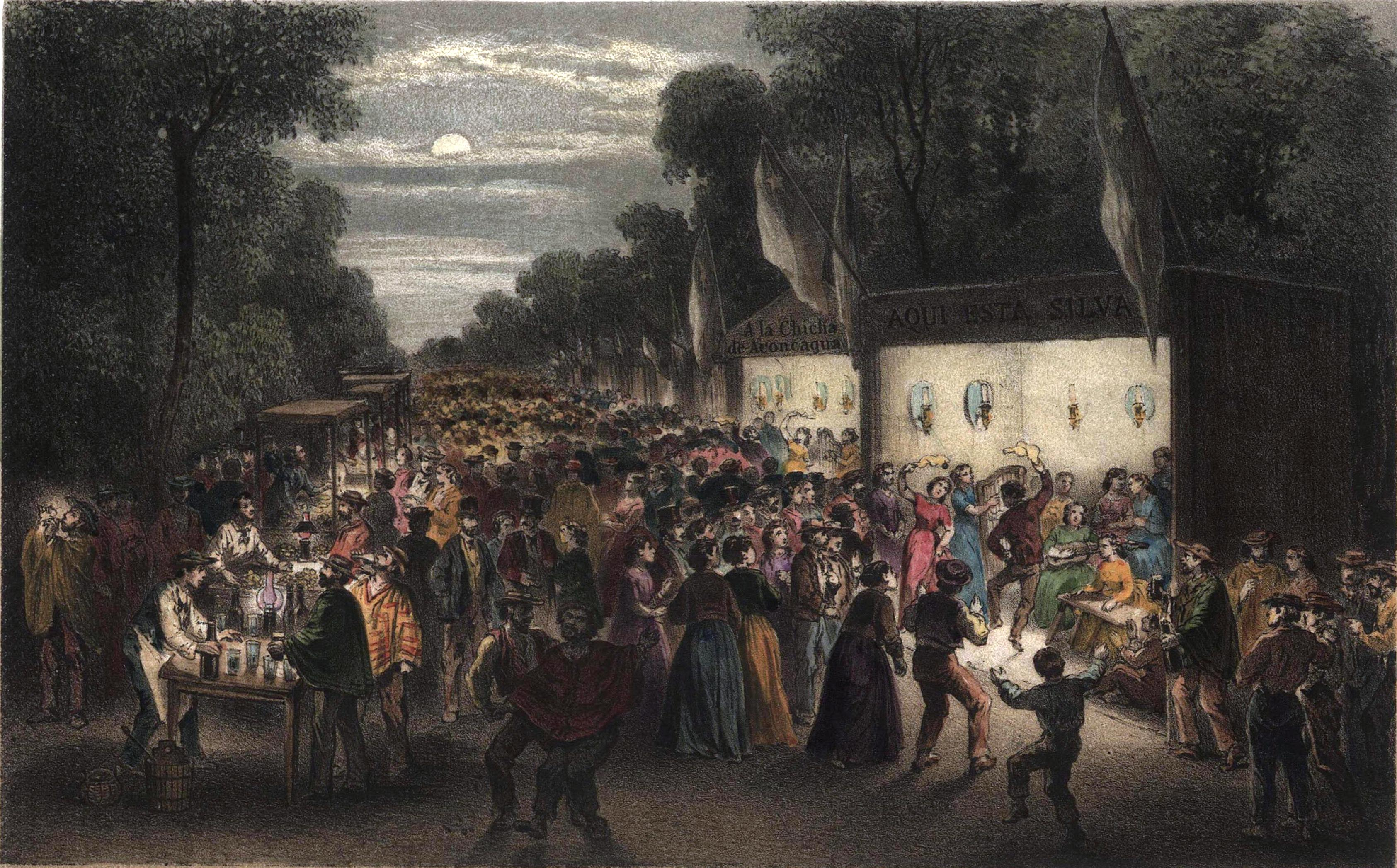
Santiaguinos bailando cueca en La Cañada (Nochebuena, 1872)

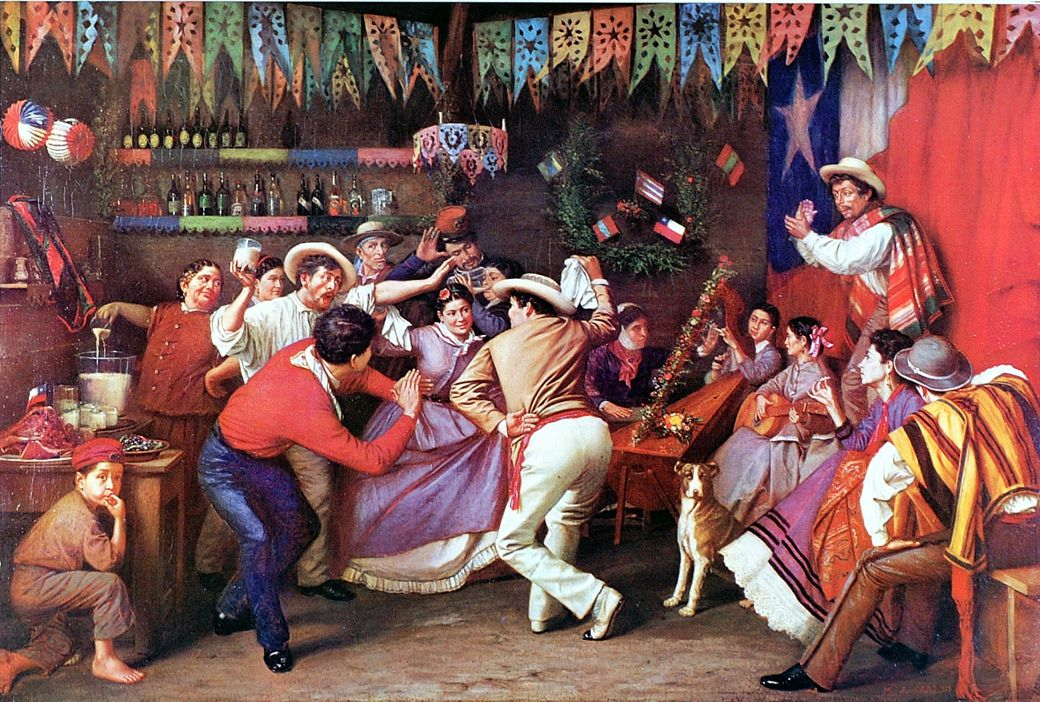
La zamacueca (Manuel Antonio Caro, 1873)

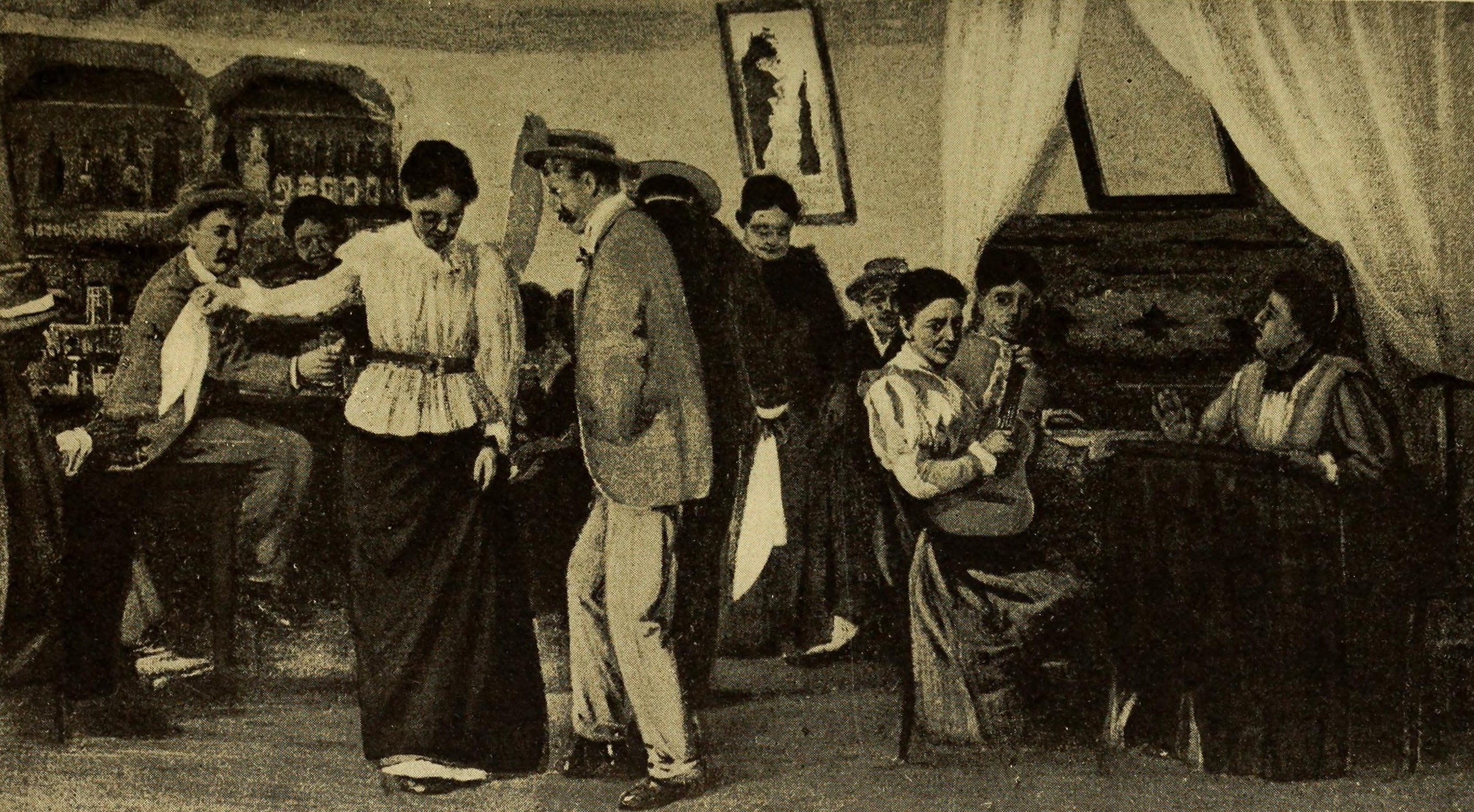
Bailando cueca (Nevin O. Winter, 1912)

Esta danza, llamada «zamacueca» o «cueca», se instaló, desarrolló y difundió a lo largo del siglo XIX en las cantinas y chinganas, lugares que se transformaron en centros de entretenimiento y fiesta popular.
En 1822, por medio de los marineros chilenos, y entre 1848 y 1855, con los inmigrantes y aventureros chilenos durante el auge de la fiebre del oro de California, llegó a las costas de los estados mexicanos de Guerrero y Oaxaca, donde fue conocida como «chilena». Entre 1837 y 1839, junto con las tropas chilenas del Ejército Unido Restaurador que lucharon en la guerra contra la Confederación Perú-Boliviana, la «zamacueca chilena» o «cueca chilena» llegó a Perú.
A mediados del siglo XIX, la cueca ya era conocida en gran parte de Chile con características propias y melodías originales, siendo interpretada y bailada tanto en aristocráticos salones como en populares centros de reunión. Durante su estadía en Chile entre 1844 y 1848, el inglés Frederick Walpole describió algunas de las características del baile: acompañamiento de arpa o guitarra, marca de tiempo con un golpeteo de palmas o tamboreo de la guitarra, canto en el registro más agudo posible y una particular forma de tañer la guitarra, que consiste en «deslizar la mano derecha a través de todas las cuerdas de la guitarra, volviéndola cada vez con un golpe en la caja».
A lo largo de la segunda mitad del siglo XIX, esta danza tuvo gran éxito al difundirse por diversos países hispanoamericanos sencillamente como «chilena». Ingresó a Argentina por Cuyo —allí se documenta su presencia aproximadamente en 1840 y en la provincia de Buenos Aires, en 1850—, donde fue conocida como «cueca», mientras que en las provincias del noroeste argentino y en Bolivia fue llamada «chilena». Durante las décadas de 1860 y 1870 se convirtió en la forma más popular en Perú, donde se hizo conocida entonces como «chilena» —en marzo de 1879, el baile llamado «chilena» fue rebautizado como «marinera» por el escritor y músico peruano Abelardo Gamarra—.
Fue asociada al roto —huaso gañán urbanizado—, con quien se trasladó a lo largo del siglo XX a las zonas urbanas preindustriales, donde se cobijó en la periferia de Santiago y en barrios como La Vega, Estación y Matadero. En 1943 el musicólogo Pablo Garrido afirmó que la cueca era «el símbolo más puro de la identidad chilena». Si bien originalmente se interpretaba preferentemente en salones, chinganas o quintas de recreo, con el paso del tiempo se hizo música frecuente en restaurantes, salones de evento y ceremonias oficiales.
Durante el siglo XX, incluso, ocupó cierta importancia en los medios de comunicación masivos a través de la interpretación en conjuntos de música típica y fue realzada mediante el neofolklore en los años 1960, identificándose así con la estilizada figura artística del huaso.

## Honores
Fue oficialmente declarada «danza nacional de Chile» mediante el decreto 23 del 6 de noviembre de 1979 del Ministerio Secretaría General de Gobierno:

Declara a la cueca danza nacional de Chile

Santiago, 18 de Septiembre de 1979.-

Núm. 23.- Vistos: Lo dispuesto en los decretos leyes N°s. 1 y 128, de 1973, y 527, de 1974, y

Considerando:

1º.- Que la cueca constituye en cuanto a música y danza la más genuina expresión del alma nacional;

2º.- Que en sus letras alberga la picardía propia del ingenio popular chileno, así como también acoge el entusiasmo y la melancolía;

3º.- Que se ha identificado con el pueblo chileno desde los albores de la Independencia y celebrado con él sus gestas más gloriosas; y

4º.- Que la multiplicidad de sentimientos que en ella se conjugan reflejan, no obstante la variedad de danzas, con mayor propiedad que ninguna otra el ser nacional en una expresión de auténtica unidad.

Decreto:

Artículo 1º.- Declárase a la cueca danza nacional de Chile.

Artículo 2º.- El Estado fomentará, a través de los diversos organismos e instituciones del sector cultural, la enseñanza, divulgación, promoción e investigación de sus valores musicales y coreográficos. Corresponderá al Ministerio Secretaría General de Gobierno, a través de su Secretaría de Relaciones Culturales, velar por el cumplimiento de esta norma.

Artículo 3º.- El Ministerio de Educación Pública organizará, anualmente, en el mes de Septiembre, un concurso nacional de cueca para alumnos de enseñanza básica y  media, cuya organización corresponderá a las respectivas Áreas de Cultura de las Secretarías Regionales Ministeriales.

Tómese razón, comuníquese y publíquese.-

Augusto Pinochet Ugarte, General de Ejército, Presidente de la República.- Gonzalo Vial Correa, Ministro de Educación Pública.- Julio Fernández Atienza, General de Brigada, Ministro Secretario General de Gobierno.
«Decreto 23 de 1979 del Ministerio Secretaría General de Gobierno» (ortografía original).

Por medio del decreto 54 del 28 de octubre de 1989 del Ministerio Secretaría General de Gobierno, se declaró el 17 de septiembre como «Día Nacional de la Cueca» porque «el aprender a bailarla es un deber de todo hijo de esta tierra», en el marco de las Fiestas Patrias por «la celebración de las raíces chilenas». La ley 21102 del 30 de julio de 2018, fijó el 4 de julio como «Día Nacional del Cuequero y la Cuequera», cuando «las autoridades competentes propenderán a desarrollar actividades relacionadas con la práctica y difusión de la cueca», en conmemoración del natalicio del poeta y músico Hernán Núñez, quien «estuvo vinculado al género durante toda su carrera hasta su muerte».

## Estructura

### Tema
Hoy en día, la cueca puede tratar de cualquier tópico contemporáneo; sin embargo, en la cueca tradicional es común encontrar los siguientes temas: geográficos, históricos, picarescos y románticos.

### Métrica
Métricamente, su texto se compone de catorce versos divididos en cuatro estrofas —una copla, dos seguidillas y un pareado o remate—, como en el siguiente ejemplo («La rosa y el clavel», Jorge Martínez Serrano, 1962):
La primera estrofa, de cuatro versos octosílabos, es una copla con rima par ABCB; es decir, riman los versos segundo y cuarto:
- La ro-sa con el cla-ve-el (8)
hi-cie-ron un ju-ra-men-to (8)
y pu-sie-ron de tes-ti-go (8)
a‿un jaz-mín y‿un pen-sa-mien-to (8)

La segunda estrofa, también de cuatro versos, alterna versos heptasílabos y pentasílabos con rima par DEFE (riman los versos segundo y cuarto, los de cinco sílabas) —es decir, una «seguidilla arromanzada»—:
- No me ti-res con ro-sa (7)
que tie-ne‿es-pi-nas (5)
tí-ra-me con vio-le-tas (7)
que son más fi-nas (5)

La tercera estrofa también es una seguidilla arromanzada con rima par EGHG. El primer verso de esta estrofa es exactamente igual al último de la estrofa segunda, pero finaliza con un «mi alma» o un «ay sí», que lo transforman de un verso pentasílabo a uno heptasílabo:
- Que son más fi-nas, ay sí (7)
ro-sas con da-lias (5)
¿dón-de‿i-rá mi ne-gri-ta (7)
que yo no va-ya? (5)

Finalmente, el pareado o remate, formado por un verso heptasílabo y otro pentasílabo, idealmente con rima consonante GG:
- An-da, ro-sas con da-lias (7)
que yo no va-ya (5)

### Música
Musicalmente, su ritmo es de 6/8 con una duración menor a dos minutos.

### Tonalidad y ritmo
Según Salas y Pauletto, la tonalidad «más común» de las cuecas es la menor; no obstante ello, «se encuentran algunas en tonalidad mayor; [...] en cuanto a la medida, se emplean el 3/4 o 6/8».

### Instrumentos
En su versión más difundida, la de la zona Central de Chile, los instrumentos tradicionalmente empleados para tocar cueca son los de cuerda pulsada —arpa, guitarra y guitarrón chileno— y los de percusión —pandero y tormento—; en ocasiones, también se utilizan el acordeón, la bandurria, la batería, el contrabajo, el piano y la vihuela.

### Coreografía

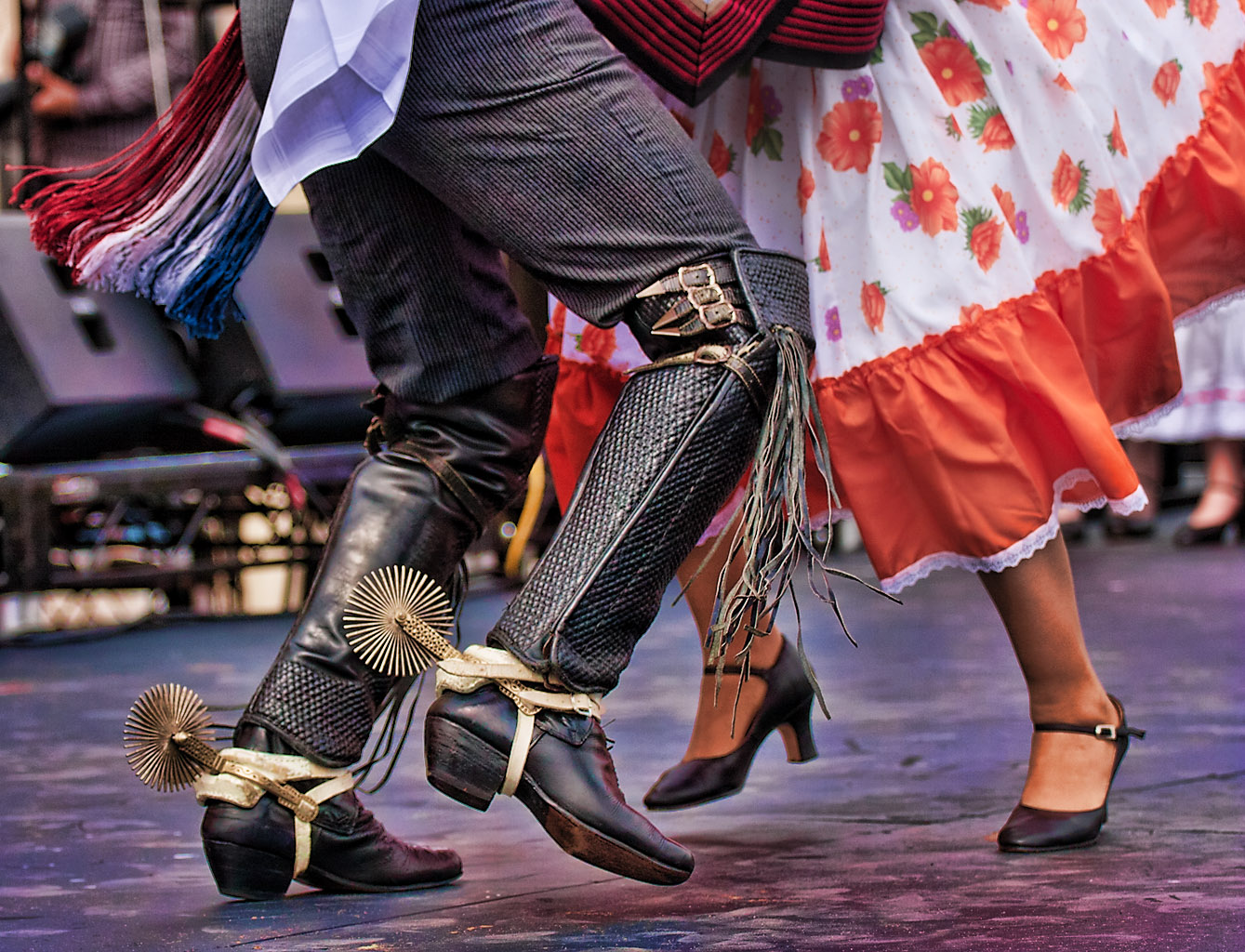
Zapateo en la cueca tradicional, paso que indica el clímax.

La cueca es una danza de parejas sueltas mixtas, de bailarines con pañuelo en la mano derecha que trazan figuras circulares, con vueltas y medias vueltas, interrumpidas por diversos floreos. Simboliza las distintas etapas de un idilio, en el que los bailarines con rápidos movimientos se buscan y se esquivan. Los folcloristas la interpretan como una danza zoomórfica porque su rutina proviene de la «clueca», concepto que alude a los movimientos que realiza una gallina cuando es cortejada por el gallo. Es por ello, que el papel del varón se asemeja a la rueda y al entusiasmo que pone el gallo en su conquista. La mujer, en cambio, sostiene una conducta más defensiva y esquiva. Una cueca completa tiene tres pies; es decir, tres bailes, que empiezan cuando un hombre invita a una mujer a la pista, paseando ambos del brazo en semicírculos.
Cuando empieza el canto, se efectúan etapas coreográficas establecidas, en el siguiente orden:
- vuelta inicial en círculo o en forma de ocho, desplazamientos de avance y retroceso;
- segunda vuelta, con giro y cambio de lado de los bailarines; nuevamente desplazamientos de avance y retroceso, con la mujer y el hombre con paso escobillado;
- tercera vuelta; desplazamientos de avance y retroceso en que ambos zapatean; y
- vuelta final.

Si bien los pasos son frecuentemente como se indican, es atributo de los bailarines la libertad de pasos, que pueden ser deslizados o laterales, valseados, escobillados y zapateados. Estos últimos priman desde las vueltas finales. Asimismo, dependiendo de las distintas regiones del país las inflexiones en los pasos son distintas. Sus pasos básicos son:
- Floreo: Es usado para desplazarse en toda la cueca. Si el bailarín va a la derecha, el pie derecho va atrás. Si va a la izquierda, el pie izquierdo va atrás. Es decir, el pie que va detrás es el que indica la dirección en la que se mueve.
- Escobillado: El bailarín se balancea de un lado hacia el otro, para distribuir el peso del cuerpo, y luego mueve un pie por delante del otro. Se puede mirar, avanzar o retroceder.
- Zapateo: El bailarín mantiene el balanceo, pero ahora golpeando el suelo con la planta del pie una, dos o tres veces.[48]

### Estilo
Para referirnos al estilo, debemos fijarnos en el modo de bailar. Tipos hay varios, pero en cuanto a los estilos, «hay tantos como parejas que la bailen». Generalmente se pueden encontrar desplazamientos y argumentos que aducen a «una pantomima amorosa y equilibrada». Corporalmente la mujer se muestra erguida y realiza más movimientos estilísticos que el hombre, aunque con pasos «cortos, caminados, valseados, escobillados, zapateados con rebote y a veces a pequeños saltos».[cita requerida]

## Subgéneros
La cueca se desarrolló a lo largo de Chile, adquiriendo características propias en cada región del país. Así, según la ubicación geográfica, presenta diferencias que llevan a distinguir las siguientes variaciones respecto de la cueca tradicional. Hay varios tipos de cueca, entre los cuales están:
| Tipos de cueca                    | Tipos de cueca |
| Nombre                            | Notas |
| --------------------------------- | --- |
| Cueca brava, centrina o chilenera | Interpretada por los urbanos guachacas. Surgida en las ramadas de la periferia de Santiago y en los puertos en los años 1930, es cantada en lotes de cantores, en tonos de tenor primero o segundo, con una serie de reglas y tradiciones que hacen que sea exclusiva puesto que, por tonalidades, dominio de instrumentos y otros, se requiere de ciertas cualidades técnicas para poder cantarla. La cueca chora es una versión cantada al unísono en tonos de barítono, en un estilo musical impuesto por los Parra en los años 1960. |
| Cueca campesina                   | Interpretada por los campesinos huasos gañanes. Cantada por un dúo femenino o un grupo de huasos, quienes se acompañan por guitarra con afinación normal o traspuesta. Es lenta y menos picaresca, la mujer casi no mira al hombre hasta el final del baile. Se bailan tres pies y, a veces, se termina con un vals. |
| Cueca chilota                     | Interpretada por los campesinos chilotes. Propia del archipiélago de Chiloé y su área de influencia cultural. Es muy saltada y zapateada; la mujer busca al hombre, que es más indiferente que en el centro de Chile. Su principal diferencia radica en que los pasos son más cortos y además la voz del cantante tiene más importancia que el sonido de los instrumentos musicales, que consisten principalmente en guitarra, acordeón y bombo chilote.                                                                                 |
| Cueca cómica                      | |
| Cueca criolla                     | Es la cueca campesina compuesta en las ciudades, característica de las provincias de la zona Central de Chile. Se bailan tres pies y tiene gran picardía. |
| Cueca de salón                    | Interpretada por los campesinos huasos patrones. |
| Cueca larga                       | Es una forma especial con gran cantidad de estrofas, que se intercalan después de la tercera cuarteta. Se canta en las fiestas en que hay bailarines presumidos o para hacer un balance de las personas que se encuentran en ocasiones festivas y que por diferentes razones no se animan a bailar. Debido a su mayor extensión, es usada como una instancia para motivar a bailar, según Violeta Parra. |
| Cueca minera                      | Interpretada por los mineros en la zona norte. |
| Cueca nortina                     | Interpretada por los nortinos. Vinculada a las fiestas religiosas del Norte Grande, su principal cambio es que la música solo es tocada, no cantada, con instrumentos andinos —bombo y cajas— y bronces —trompetas y tubas—. Es rápida y muy rítmica por parte de los varones, valseada, no zapateada ni saltada. Generalmente se baila un pie y luego un trote o un cachimbo. |
| Cueca pampina                     | |
| Cueca patagónica                  | Interpretada por los campesinos patagones. Vinculada a las fiestas costumbristas de las pampas de la zona austral y la cultura de estancias, donde los músicos generalmente utilizan dos guitarras y un acordeón o bandoneón. |
| Cueca picante                     | Interpretada por los urbanos flaites. Vinculada a temas con letras vulgares y soeces; en este estilo destaca el grupo Los Picantes. |
| Cueca porteña                     | Interpretada por los habitantes de Valparaíso. Su expresión es más desenfrenada. |
| Cueca robada                      | |
| Cueca rock                        | Vinculada a grupos con tendencia rock, generalmente asociada a temas musicales en los que se mezclan melodías de rock y de cueca, tanto en temas originales propios como covers y homenajes a cuecas populares clásicas (como el caso del álbum Otra cosa es con guitarra de Chancho en Piedra o de la canción «Flaco Loyola» de la banda de folk fusión Las Capitalinas). |
| Cueca tradicional                 | Interpretada por los campesinos huasos comunes principalmente en septiembre —el «mes de la patria»—, complementándola con el sonido de las espuelas chilenas y el movimiento de los flecos adosados en la faja de huaso y las corraleras de la vestimenta masculina. |
| Cueca valseada                    | |

También tiene otras variaciones, como la cueca sola, con la bandera o a caballo.
Entre las más conocidas cuecas chilenas se encuentran:
- «Adiós, Santiago querido» (Segundo Zamora[55] [1915-1968] y Jorge Novoa).
- «Aló, aló» (Mario Catalán Portilla[56] [1913-1979]).
- «Chicha de Curacaví» (Petronila Orellana [1885-1963], 1967).
- «El guatón Loyola» (Alejandro Gálvez, 1954).
- «Esa chiquilla que baila» (Rosa Vasconcelos).
- «La consentida» (Jaime Atria,[57] 1961).
- «La huillincana» (Liborio Bórquez, Cuncuna).
- «La violeta y la parra» (Jaime Atria,[57] 1971).
- «Los lagos de Chile» (Petronila Orellana, 1965).
- «Mándame a quitar la vida» (Segundo Zamora y Jorge Novoa).[55]

También existen algunas danzas derivadas de la cueca, llamadas «variantes». Entre estas se encuentran la cardita, la cueca ligera, la ingeniera, la porteña (no confundir con la cueca porteña) y el perseguidor (variante de la porteña).[cita requerida]

## Interpretación

### Práctica
«Cuequear» —interpretar una cueca— ocurre tradicionalmente durante las Fiestas Patrias en septiembre, cuando se llenan las academias de cueca y se instalan cuecódromos para su aprendizaje. El «cuequeo» —baile de una o varias cuecas— ocurre con música en vivo, principalmente en las fondas del parque O'Higgins en Santiago Centro desde 2016. Es tradición que las autoridades inauguren las celebraciones patrias de septiembre con un pie de cueca —cada uno de sus tres bailes—. Existen lugares en la capital chilena donde se baila todo el año, principalmente en La Casa de la Cueca desde 1983.
Las «ruedas cuequeras» son una forma de cantar, tocar y componer cueca chilena, que consiste en cantores e instrumentistas que forman un círculo y cantan por mano, es decir, la dividen en copla, primera seguidilla, segunda seguidilla y remate, y cada parte le corresponde a un cantor, pasándose el canto hacia la derecha. Se hace primera y segunda voz, mientras se ejecutan los instrumentos.
Es habitual en los «esquinazos» —homenajes a personas en lugares públicos con música y danzas folclóricas chilenas— a autoridades y extranjeros, principalmente en la Parada Militar desde 1969. Las «cuecadas» son exhibiciones simultáneas de numerosas parejas integrantes de agrupaciones con música en vivo, de colegios, conjuntos folclóricos o clubes de cueca, principalmente el Saludo Folklórico en Los Ángeles desde 2008. Se organizan «cuecazos» en lugares públicos y en cualquier fecha, cuando es bailada masiva, continua y prolongadamente con música en vivo, destacando el Cuecas Mil por más de 36 horas en San Bernardo desde 1992, denominado el «encuentro cuequero —relativo a la cueca o persona que la baila o le gusta— más grande de Chile», la Cuecatón durante la Teletón en Maipú desde 2002 y la Cueca más larga de Chile por más de un kilómetro en Villarrica.

### Competiciones
En Chile se realizan anualmente campeonatos nacionales de la danza con una pareja representante de cada región, seleccionadas mediante campeonatos regionales y comunales, principalmente:
- Campeonato Nacional de Cueca, desde 1968 en Arica, Región de Arica y Parinacota;[77]
- Campeonato Nacional de Cueca Escolar, desde 1980 en Mulchén, Región del Biobío;
- Campeonato Nacional de Cueca Infantil, desde 1996 en Iquique, Región de Tarapacá;
- Campeonato Nacional de Cueca Juvenil, desde 1997 en la Región de Magallanes y de la Antártica Chilena;
- Campeonato Nacional de Cueca del Adulto Mayor, desde 1999 en Tomé, Región del Biobío;
- Campeonato Nacional de Cueca Libre Expresión, desde 2001 en Rancagua, Región de O'Higgins;
- Campeonato Nacional de Clubes de Cueca y Folclor, desde 2006 en Río Negro, Región de Los Lagos;[78][79]
- Campeonato Nacional de Cueca Adolescente, desde 2006 en San Clemente, Región del Maule; y
- Campeonato Nacional de Cueca Inclusiva, desde 2019 en Peumo, Región de O'Higgins.

La cueca no solo es bailada a lo largo de Chile, sino también por miembros de las comunidades chilenas en el extranjero, donde igualmente se llevan a cabo campeonatos de esta danza:
- Campeonato Mundial de la Cueca Chilena, desde 2003 en Toronto (Canadá).[80]
- Campeonato Mundial de Cueca Cofochilex, desde 2005 en distintas ciudades internacionales.[81]
- Campeonato Internacional de Cuecas, desde 2014 en Miami (Estados Unidos).[82]

Asimismo, desde 1980 se ha realizado anualmente el Concurso Nacional de Composiciones Inéditas de Cueca en Santa Cruz y desde 1986, el Festival Nacional de Cueca y Tonada Inédita en Valparaíso. En 1994 se instauró la Muestra de Campeones Nacionales de Cueca en Los Ángeles y en 2004, la Muestra Nacional de Cultores de Cueca en Olmué.
En 2009 «Doscientas primaveras», compuesta por Ricardo de la Fuente, fue seleccionada como la Cueca del Bicentenario.

## En otros países
A lo largo del siglo XIX, esta danza se difundió con éxito por diversos países hispanoamericanos sencillamente como «chilena».

### En México
En 1822, por medio de los marineros de la escuadra chilena, enviada por el general Bernardo O'Higgins para apoyar a los insurgentes en la guerra de independencia de México, y entre 1848 y 1855, con los inmigrantes y aventureros chilenos durante el auge de la fiebre del oro de California, la cueca llegó a los puertos de Acapulco (Guerrero), Huatulco y Puerto Ángel (Oaxaca), donde se combinó con las tradiciones mestizas de la región suriana y dio origen en México al nuevo género musical denominado «chilena».
Este género musical surgió específicamente en lo que hoy comprende el estado de Guerrero y muy pronto se expandió por toda la zona conocida como la Costa Chica, que comprende los estados de Guerrero y de Oaxaca. En otros estados de la República Mexicana y en Estados Unidos, la «chilena» llegó a implementarse como un género musical más, debido a las migraciones en masa de pobladores provenientes de las regiones de la costa durante las décadas de 1980 y 1990.

### En Perú
Hacia el final de la Guerra contra la Confederación Perú-Boliviana (1836-1839), junto con las tropas chilenas del Ejército Unido Restaurador, la «zamacueca chilena» llegó a Perú, donde se convirtió en la forma más popular durante las décadas de 1860 y de 1870, y se hizo conocida entonces como «chilena» —en marzo de 1879, el baile llamado «chilena» fue rebautizado como «marinera» por el escritor y músico peruano Abelardo Gamarra, el Tunante—.
Las primeras marineras fueron publicadas en el diario El Nacional en marzo de 1879: el día 8, «La Antofagasta», puerto boliviano ocupado por Chile en esos días, escrita por el Tunante con música de Nicanor Núñez del Prado; y el día 15, «Ciruelas de Chile», escrita y musicalizada por José Alvarado, Alvaradito.
Hay fuentes que señalan que la marinera «viene de la jota aragonesa, de la zamacueca y de la chilena, se desliga de su nombre anterior («chilena»), como consecuencia de la guerra con Chile y asume una connotación nacionalista para convertirse en una versión de música peruana con identidad propia».

### En Argentina
Ingresó a Argentina desde Chile por Cuyo —primero como «zamacueca» y posteriormente como «cueca chilena»—, donde conservó el nombre de «cueca». Su presencia se documenta en la región de Cuyo aproximadamente en 1840 y en la provincia de Buenos Aires en 1850.
La cueca cuyana es esencialmente cantada, con acompañamiento de guitarra —antiguamente también se usaba el arpa—, y puede llegar a tener una extensión de 40 o 48 compases. Presenta diferencias musicales y coreográficas con la actual «cueca chilena»; musicalmente, posee la bimodalidad de la antigua zamacueca, pero en modo menor.
También existe la «cueca norteña», o «chilena» a secas para los habitantes de las provincias del noroeste argentino y Bolivia, variante que ingresó a la provincia de Jujuy a través de Bolivia directamente desde Perú —en este último país, «hasta [marzo de 18]79 era más generalizado llamarl[a] chilena»; desde entonces, allí ha sido denominada marinera— y en el último cuarto del siglo XIX alcanzó las provincias de Salta y Tucumán. Desde 1974 se ha realizado anualmente el Festival Nacional de la Cueca y el Damasco en Santa Rosa.
Entre los subgéneros de esta variante se encuentran:
- Cueca cuyana
- Cueca malargüina
- Cueca neuquina
- Cueca norteña (llamada «chilena» en el NOA)[22]
- Cueca riojana
- Cuequita

Entre las diez más famosas «cuecas cuyanas» se encuentran:
- «Cochero 'e plaza» (Hilario Cuadros)
- «La del Parral» (Hilario Cuadros y Benjamín Miranda)
- «La juguetona» (Buenaventura Luna)
- «La yerba mora» (Hilario Cuadros)
- «Las dos puntas» (Osvaldo Vicente Rocha y Carlos Montbrun Ocampo,[91] 1946)
- «Las tres donosas» (Hilario Cuadros)
- «Los sesenta granaderos» (Hilario Cuadros y Félix Pérez Cardozo)
- «Póngale por las hileras» (Félix Dardo Palorma)
- «¿Por qué será?» (Hernán Videla Flores y Carlos Montbrun Ocampo)
- «Vinito patero» (Coletti y Alberto Rodríguez).

### En Bolivia
En 1865 ingresó a Bolivia desde Perú —en este último país, la «zamacueca chilena» se convirtió en la forma más popular durante las décadas de 1860 y de 1870, y se hizo conocida entonces como «chilena»; en marzo de 1879, el baile llamado «chilena» fue rebautizado como «marinera» por el escritor y músico peruano Abelardo Gamarra el Tunante—. En general, se puede afirmar que en Bolivia es una danza que se baila en acontecimientos sociales, especialmente familiares, así como en celebraciones patronales como el carnaval de Oruro, festividad de Urkupiña y la fiesta del Gran Poder.
Desde 2004 se ha realizado anualmente el Festival Internacional de la Cueca en El Alto. En 2016 se creó la Fundación Cultural Cueca Boliviana - Willy Claure, cuyo objetivo es realizar acciones que permitan su desarrollo, revalorización, salvaguarda, promoción y difusión. Se organiza frecuentemente la Cuecoteca en la Casa Municipal de Cultura de Sucre desde 2017 y en la plaza 25 de Mayo de La Paz desde 2018 para su aprendizaje y práctica con música en vivo.
El 30 de noviembre de 2015, el gobierno boliviano declaró la cueca boliviana «patrimonio cultural e inmaterial» del país a través de la ley 764, ya que «la cueca es el ritmo principal que ha logrado articular el espíritu de una patria y una nación»; asimismo, declaró «Día de la cueca boliviana» al primer domingo de octubre. Fue impulsada por artistas nacionales, academias de danzas folclóricas y la ciudadanía en general.

La Asamblea Legislativa Plurinacional, decreta:
Artículo 1°.- Se declara Patrimonio Cultural Inmaterial del Estado Plurinacional de Bolivia, a la Cueca Boliviana, por la diversidad de sus expresiones musicales, poéticas, coreográficas y de indumentaria, para la salvaguarda de los valores culturales, tradicionales y populares, que le otorgan identidad nacional.

Artículo 2°.- Se declara “Día Nacional de la Cueca Boliviana”, el primer domingo de octubre de cada año.

Ley 764, Presidente del Estado Plurinacional de Bolivia (30 de noviembre de 2015).

Entre los subgéneros de esta variante se encuentran:[cita requerida]
- La cueca chapaca es coqueta, más o menos rápida, zapateada, se caracterizan por su elegancia y gallardía.
- La cueca chaqueña es saltada, rápida, la vestimenta es del Chaco y se la baila con el cuerpo más erguido especialmente en la mujer.
- La cueca chuquisaqueña es de carácter «valseado»; la disposición en filas entre damas y caballeros, el rigor de los tiempos, la mirada altiva, el atuendo de rigor y taco alto, la pollera plisada debajo de las rodillas, la blusa bordada adornada de volados, la mantilla de seda y el pañuelo blanco, son algunos de los detalles que componen la expresión más antigua y mejor preservada hasta nuestros días de las danzas coloniales de salón de la vieja ciudad de La Plata, actual ciudad de Sucre.
- La cueca cochabambina es de características más populares y sencillas pero alegres, es bailada en eventos sociales, patronales y chicherias.
- Las cuecas orureña y paceña son similares en su estructura: ambas tienen modos menores melancólicos, son bailadas en varios acontecimientos sociales: fiestas y acontecimientos como prestes y otros.
- La cueca potosina combina partes tristes con alegres y es bailada muy elegantemente, aunque con atuendos distintos de la chuquisaqueña; por ejemplo, la pollera plisada es más larga y no usa el taco alto.

Según el tipo de cueca representada, cambia el vestuario utilizado: la mujer viste de chola boliviana orureña, paceña, potosina, y la chuquisaqueña y la cochabambina usan una pollera relativamente larga y botines. En el sur, la chapaca usa la pollera de tipo falda más corta y la chaqueña utiliza una falda larga floreada. El varón se viste con un pantalón, camisa, chaleco y sombrero. La cueca en Tupiza (Sud Chichas) también es alegre y saltada, la mujer viste pollera corta y sombrero alón blanco, el varón viste pantalón camisa, poncho colorado y sombrero alón blanco.
Entre las diez cuecas bolivianas más populares y de renombre se encuentran:
- «Así es Tarija» (Huáscar Aparicio)
- «Cómo extraño a mi tierra» (Ernesto Mealla)
- «El regreso» (Matilde Casazola)
- «Huérfana Virginia» (Simeón Roncal).
- «La bolivianita» (Huáscar Aparicio).
- «La de Moto Méndez» (cueca chapaca, Nilo Soruco; cantada por Tamara Castro)
- «La tarijeñita» (Rigoberto Rojas Suárez; cantada por Los Fronterizos).
- «Morir cantando» (cueca chapaca, Hugo Monzón)
- «Rojo, amarillo y verde» (cueca chaqueña, Juan Enrique Jurado)
- «Viva mi patria Bolivia» (originalmente «A Bolivia», Apolinar Camacho y Ricardo Cabrera; reconocida como el segundo himno nacional).[96]